# Matty Lewis
Pour les articles homonymes, voir Lewis.
Matty Lewis (né le 8 mai 1975 au Nebraska) est le guitariste rythmique et un des deux principaux chanteurs du groupe de punk-rock américain Zebrahead jusqu'à son départ en 2021. Lewis commence la guitare et l'écriture de chansons à l'âge de 12 ans.

## Jank 1000
À l'âge de 22 ans, il forma le groupe Jank 1000 avec le bassiste Danny Isgro et le batteur Jake Horrocks. Ensemble, ils ont produit deux albums : Suburban Punks Are Go!! en 1999 et My Love Notes And Her Death Threats en 2000.
Pendant l'été 2001, Jank 1000 a signé un contrat de management avec Todd Singerman et Singerman Entertainment (Motörhead, Zebrahead, Sepultura...).  Après le remplacement d'Horrocks par Albert Kurniawan, le trio se produisit en Californie. Leur performance au Vans Warped Tour 2002 a été fortement remarquée. Leur popularité sur la côte ouest des États-Unis les pousse à s'installer en Californie. En 2004, le groupe sur le point de produire et enregistrer leur troisième album se sépare.

## Zebrahead
Loin de chez lui, sans groupe, et en difficulté financière, Lewis met son diplôme d'enseignant (obtenu au Dana College, Blair, Nebraska en 1998) à profit dans les régions de Washington D.C et Las Vegas. Pendant ce temps, il continue d'écrire des chansons et de jouer des concerts acoustiques, tout en réenregistrant des chansons de Jank 1000 en 2003 et 2004. En décembre 2004, Lewis reçut un appel de Singerman, qui l'informa que le chanteur de Zebrahead, Justin Mauriello, avait récemment quitté le groupe à cause de différends créatifs. Lewis retourna en Californie pour se proposer aux membres restant du groupe Zebrahead. Il a été officiellement nommé nouveau chanteur co-leader de Zebrahead et présenté au monde à un concert "secret" à la Anaheim House of Blues, le 12 mars 2005. Il quitte le groupe en 2021 et fut remplacé par Adrian Estrella.

## Projets annexes
Grâce à la forte popularité du groupe Zebrahead au Japon, Matty Lewis et Ali Tabatabaee, l'autre chanteur du groupe, ont été appelés par SEGA pour enregistrer les paroles pour une chanson, His World, qui apparait dans le jeu vidéo Sonic The Hedgehog pour Xbox 360 et PlayStation 3.

## Vie privée
Lewis est marié et réside à Las Vegas.